# Crida a la Solidaritat en Defensa de la Llengua
El Llamamiento a la Solidaridad en Defensa de la Lengua, la Cultura y la Nación Catalanas (en catalán: Crida a la Solidaritat en Defensa de la Llengua, la Cultura i la Nació Catalanes, también llamada a menudo como Crida a la Solidaritat o La Crida) fue un movimiento catalanista que surgió como reacción al Manifiesto de los 2.300, el cual cuestionaba el proceso de normalización del catalán y reivindicaba los derechos de los hispanohablantes catalanes.
Según Andrew Dowling, de la Universidad de Cardiff, «La Crida, aunque marginal, dejó un importante legado político. Fue la primera entidad importante de la sociedad civil bajo la democracia después de la Assemblea de Catalunya y el Congrés de Cultura Catalana; más importante todavía, la primera expresión de un independentismo sociológico. La Crida devolvió el activismo catalanista a la calle y al espacio público». En ese sentido «puede ser interpretada como un pariente lejano de la Assemblea Nacional Catalana» que aparecerá treinta años después.

## Constitución
La Crida nació en un acto celebrado en el Paraninfo de la Universidad de Barcelona, el 18 de marzo de 1981, patrocinado por médico y político Felip Solé y Aureli Argemí i Roca. La campaña de nacimiento de la Crida tuvo su culminación en un acto masivo en el Camp Nou, donde se reunieron 100.000 personas en 24 de junio de 1981.
Durante los años 80, la Crida organizó una serie de campañas a favor de la normalización de la lengua catalana, denunciando a entidades y empresas que consideraban que discriminaban el catalán. El 14 de marzo de 1982 fue la principal promotora de la manifestación en Barcelona contra la Ley Orgánica de Armonización del Proceso Autonómico (LOAPA), y se enfrentaron con CiU porque la Crida propuso como eslogan No a l'harmonització, autodeterminació (No a la armonización, autodeterminación), mientras que CiU proponía No a la Loapa, som una nació (No a la LOAPA, somos una nación). Esto provocaría un distanciamiento entre ambas organizaciones, que culminó con el fracaso del acto organizado por la Llamada a la Monumental de Barcelona el 24 de junio de 1983 y el abandono de la Crida de un grupo de entidades cercanas a CiU.

## Expansión y activismo
Entre los años 1984 y 1990 la organización pasó por la fase más espectacular de acciones directas. En septiembre de 1984 el grupo amenazó con acciones directas a los comercios que no se catalanizaran. El 20 de diciembre de 1984 más de 12.000 personas desfilaron portando antorchas por la noche por el centro de Barcelona, en una "Marcha Cívica Contra la Tortura", contra la supuesta práctica de esta por parte de la Policía Nacional de España, tal como señalaban los informes de Amnistía Internacional de esa época, con la consecuente protesta del entonces gobernador civil, el socialista catalán Ferran Cardenal, que abre expediente a los organizadores de la marcha. El 20 de abril de 1985 unas ochenta activistas ocuparon la Estación de Sants para normalizarla, dieciocho de los cuales fueron detenidos y cuatro encarcelados por indicación del fiscal de turno, Carlos Jiménez Villarejo. En febrero de 1986 la organización llamó al boicot de la actuación del dúo de humoristas Tip y Coll en Barcelona, que fue finalmente suspendida tras producirse amenazas de bomba. También en 1986 un grupo de activistas pintaron de color de rosa la fragata de EE. UU. USS Capodanno, en protesta por la actitud bélica de la 6.ª Flota de EE. UU. en el Mediterráneo, acción que fue acogida con destacables muestras de apoyo social en Cataluña. Otras acciones de la Crida se llevaron a cabo para impedir la construcción de líneas de alta tensión atravesando el Montseny, campañas de repoblación forestal, trabajando con escuelas públicas de primaria, campañas de prevención de incendios, contra aplicación y vigencia de la ley antiterrorista española, campañas de solidaridad con los pueblos de Etiopía y Eritrea, en situación de crisis de hambre, de apoyo a Nicaragua después del terremoto de 1986, de apoyo al diálogo en el País Vasco. En julio de 1986 se constituyó en la Comunidad Valenciana para ayudar a la reconstrucción tras las inundaciones, pero pierden uno de los dirigentes más carismáticos, Àngel Colom, que tras abandonar la Crida en septiembre de 1986, acabó en febrero de 1987, ingresando a Esquerra Republicana de Catalunya (ERC) junto a otros dirigentes de la Crida.
Asimismo, el 23 de abril de 1986 se constituye en las Islas Baleares con gente procedente de la Obra Cultural Balear, del Partido Socialista de Mallorca, y del Segundo Congreso Internacional de la Lengua Catalana. En 1989 recibiría gente procedente de la LCR y del MCE, pero en 1991 tras la marcha de su entonces portavoz, la organización en las Islas decayó.
El 23 de abril de 1987 dos militantes permanecieron colgados más de seis horas en la fachada de El Corte Inglés de Barcelona desplegando una pancarta a favor del catalán. El 23 de abril de 1988 convocó una manifestación en reconocimiento de la oficialidad del catalán en el Parlamento Europeo. Poco después el diario El País destapó el asunto de las subvenciones que la Crida recibía de la Generalidad de Cataluña, en plena campaña para las elecciones al Parlamento de Cataluña de 1988, lo que provocó una fuerte crisis en la organización.

## Declive y organizaciones herederas
La elección, en 1988, de Àngel Colom como diputado en el Parlamento de Cataluña y su campaña para hacer de ERC el "pilar del independentismo" restó protagonismo a la Crida. En abril de 1990 robaron la bandera española del Parlamento de Cataluña como protesta por la visita del príncipe Felipe de Borbón y Grecia, pero esto no evita el declive de la organización. En octubre de 1991 la Crida propone a ERC un protocolo de colaboración que no es aceptado por esta. Asimismo, un sector encabezado por Carles Riera Albert abandona la Crida para fundar la Asamblea Unitària per l'Autodeterminació (AUA). En 1992, participa activamente en la campaña "Freedom for Catalonia" para dar a conocer la realidad nacional de Cataluña en el mundo con motivo de los Juegos Olímpicos de Barcelona, que amenazaron con boicotear. En julio de 1992 organizan un concierto en el Palacio de la Música Catalana en protesta por las detenciones de militantes independentistas relacionados con la banda terrorista Terra Lliure en el marco de la llamada Operación Garzón, al tiempo que se da a conocer que la banda terrorista ETA quiere exportar el modelo de La Crida al País Vasco. El 25 de junio de 1993 convocó un acto en el Palau Sant Jordi en solidaridad con Bosnia y tres días más tarde, el 29 de junio de 1993, se disolvió oficialmente en un acto en el Paraninfo de la Universidad de Barcelona.
La heredera directa de La Crida fue la Plataforma por la Lengua fundada el mismo año en que se disolvió La Crida. Sin embargo a diferencia de esta «y como su nombre indica, no continuó explícitamente la lucha por la soberanía, sino que se centró en la lengua y la cultura catalanas». Otra organización heredera de La Crida fue la Coordinadora d'Associacions per la Llengua Catalana (CAL), surgida en 1996.

## Miembros y legado
Algunos de sus portavoces fueron Àngel Colom, Jordi Sànchez i Picanyol y Carles Riera Albert. Otros miembros de la Crida fueron Jordi Via, Xavier Bosch i Garcia, Núria Camps, Elena Yunta, Josep Maria Merenciano, Josep Maria Jansà, Xavier Sánchez i Picanyol, Lluís Garcia Petit, Ricard Vendrell, Oriol Ferrer Ribalaiga, Rosa Barber, Andreu Camps, Francesc Serra, Meritxell Oto, Jordi Portabella, Josep Garcia, Conxita Vila, Adrià Folia, Josep Maria Duart, Lluís Coromines Mainegre, Gisela Vicenç, Olga Nolla, Jordi Mestres, Núria Comas, Imma Albó, Jordi Llobet, Rosa Boscà, Mercè Camps, Jordina Camps, David Garcia, Tomàs Admetlla Salvatella, Jordi Gassiot, Agnès Villamor Casas, Ricard Martínez, David Madí, Eva Castellanos Eva Piquer, Jordi Rodri, Antoni Garcia, Carme Mullón, Tomeu Martí, Adrià Soler Posteriormente, varios miembros de la Crida han formado parte de formaciones políticas como Esquerra Republicana de Catalunya, Convergència Democràtica de Catalunya, Iniciativa per Catalunya, Els Verds y la Candidatura de Unidad Popular y, en algunos casos, han tenido responsabilidades en el ámbito municipal o en varios niveles de la administración catalana. En marzo de 2012 un grupo antiguos militantes de la Crida se adhirieron a la Asamblea Nacional Catalana.